# ایوانا آبراموویچ
 ایوانا آبراموویچ (انگلیسی: Ivana Abramović؛ زادهٔ ۳ سپتامبر ۱۹۸۳) یک تنیس‌باز اهل کرواسی است.